# Laila bin Lukaiz
Laila bint Lukaiz o Layla bint Lukayz (en árabe: لَيْلَى بنت لُكَيْز muerta en 483 d. C.), también conocida como "Layla la Casta" (árabe: ليلى العفيفة), fue una poetisa (en árabe: لَيْلَى بنت لُكَيْز‎) preislámica legendaria.
Árabe cristiana de la tribu de Rabia ibn Nizar, era la hija menor de su padre Lukaiz y destacaba entre sus pares por su virtud, belleza, inteligencia y modestia.  Según la leyenda, tuvo por ello numerosos pretendientes aristócratas y fue prometida a un príncipe yemení a pesar de estar enamorada de su primo Barraq ibn Rawhan. Mientras se dirigía a Yemen para contraer matrimonio con este príncipe yemení, fue secuestrada por un príncipe persa que la encerró en su castillo por rechazar sus avances. En respuesta, Laila escribió su poema más famoso, Si solo pudiera ver a al-Barraq, en el que apela al joven y sus hermanos a rescatarla. El poema avivó el coraje de su tribu, lo que llevó a un rescate exitoso. Funda así el tema épico romántico del caballero de brillante armadura rescatando a la dama en apuros. En el siglo XX, su poema más famoso, "Si solo pudiera ver a al-Barraq" (árabe: ليت للبراق عيناً) fue musicalizado por Mohamed El Qasabgi y popularizado por la cantante Asmahan.

## Antologías
- Moris Farhi (ed) Classical Poems by Arab Women traducción de Abdullah al-Udhari, Saqi Books, 1999. ISBN 086356-096-2

ISBN 086356-096-2086356-096-2
- The Poetry of Arab Women: A Contemporary Anthology (en inglés). Interlink Books. 2001. ISBN 9781566563741.
- Classical Poems by Arab Women (en inglés). Saqi Books. 1999. ISBN 9780863560477.
- Esat Ayyıldız, “Leyla Bint Lukeyz (el-‘Afîfe): Beşinci Yüzyılda Kadın Bir Şair ve Epik Anlatısı”, Uluslararası Sosyal Bilimlerde Kadın Çalışmaları Sempozyumu Bildiri Kitabı, ed. Ömer Subaşı vd. (Erzurum: Atatürk Üniversitesi Yayınları, 2022), 477-485.